# Estação Eugênio Lefévre
A Estação Eugênio Lefévre é uma estação ferroviária da Estrada de Ferro Campos do Jordão (EFCJ). Localiza-se na estância climática de Santo Antônio do Pinhal, a 1.162 metros de altitude em relação ao nível do mar.
A partir de 2019, encontra-se fechada, após a suspensão temporária dos trens cujos trajetos atravessem a Serra da Mantiqueira, devido a um acidente ocorrido em 2012. Correções na via estão sendo realizados a fim de reabrir o trecho para tráfego, porém, elas não têm previsão para serem concluídas.

## História

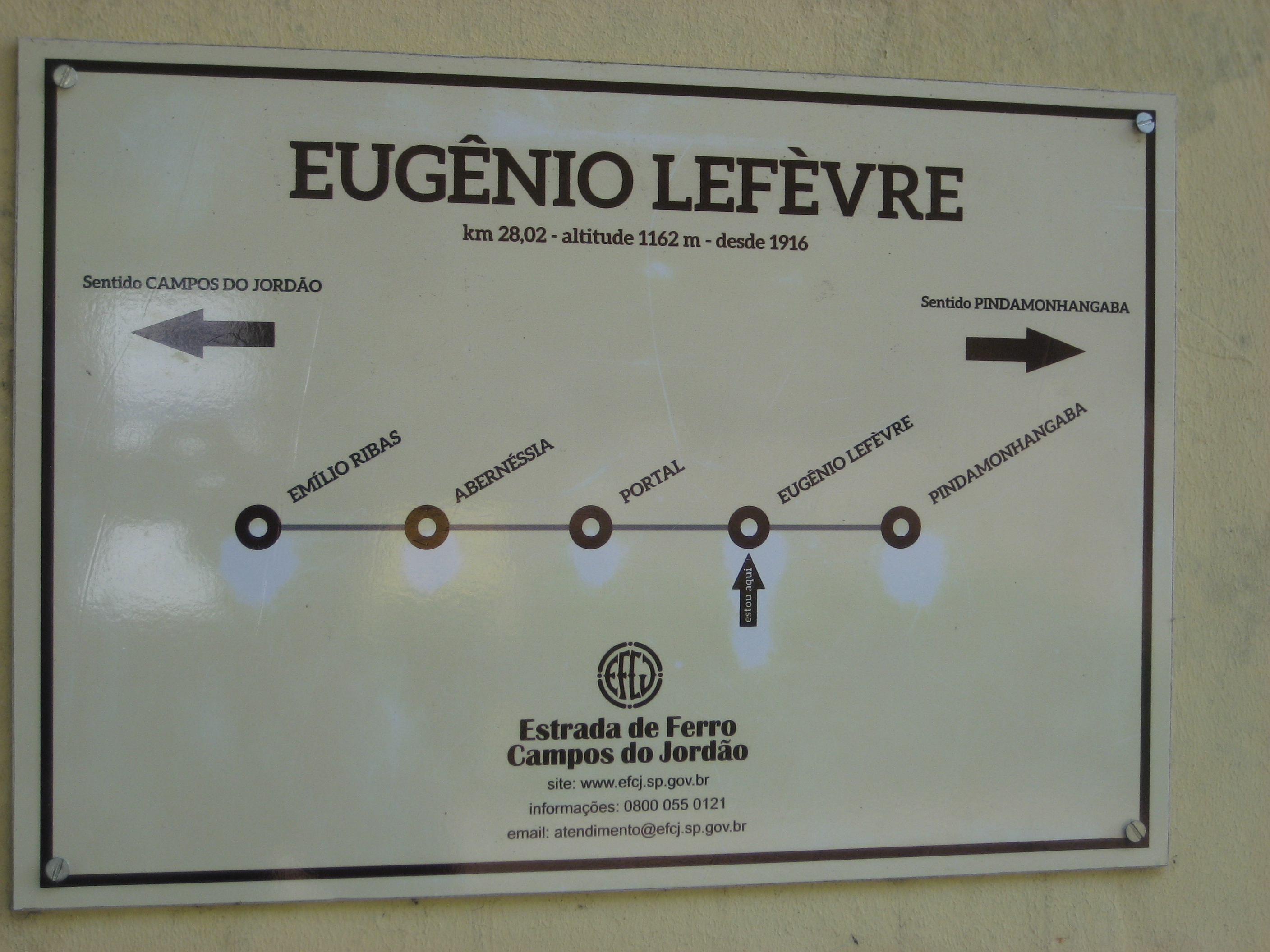
Diagrama das estações da EFCJ, mostrando também a Parada Portal, presente em uma parede da estação.

A estação foi inaugurada em 1916, seu nome homenageando um engenheiro ferroviário que foi um dos projetistas de uma ferrovia, nunca construída, que ligaria Mogi das Cruzes ao porto de São Sebastião.
Em junho de 2014, foi restaurada pela EFCJ, sendo refeita toda a alvenaria externa que estava comprometida, recuperado todo o piso da plataforma e reativado o sanitário voltado aos portadores de deficiência física.

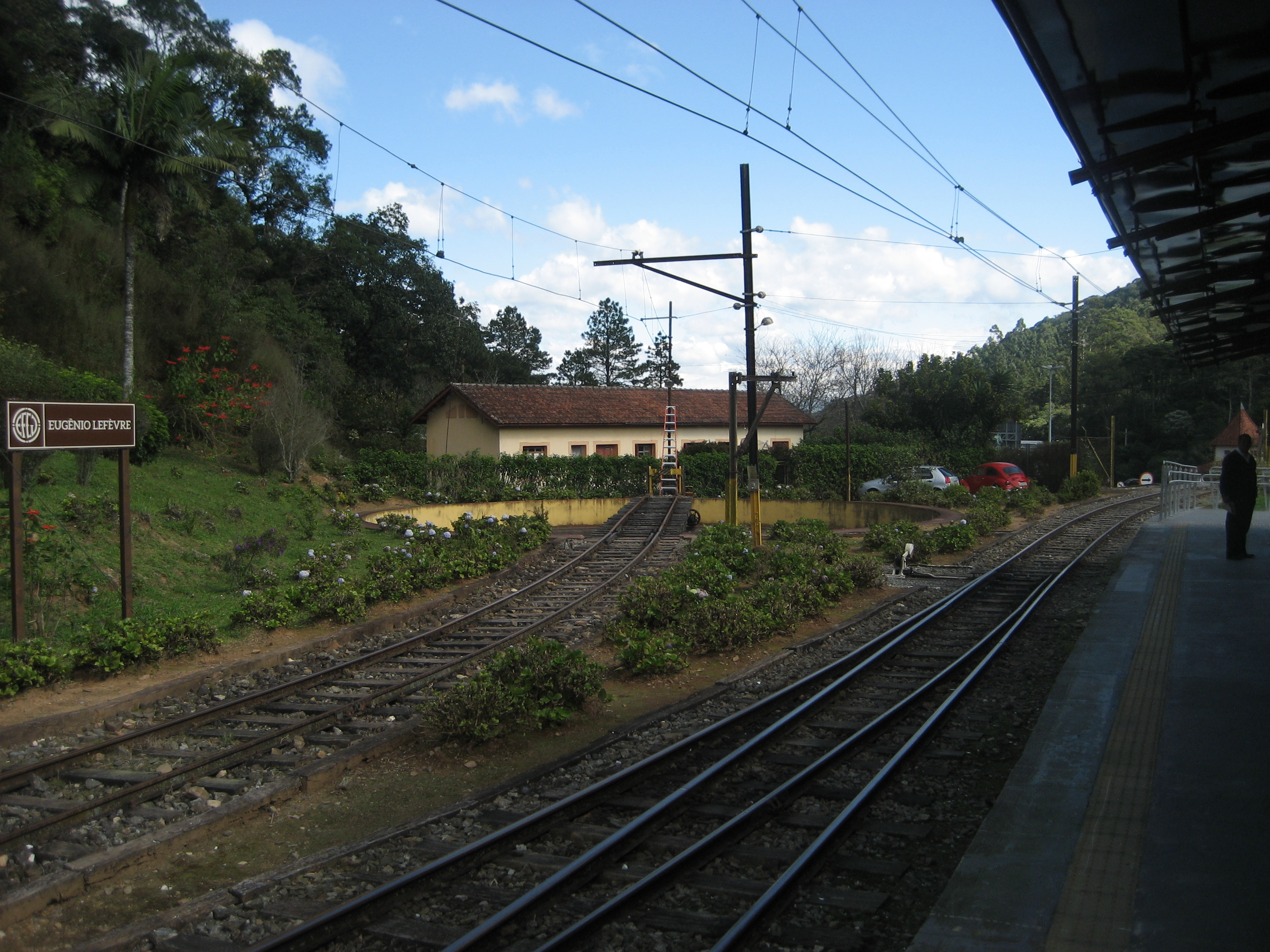
Fotografia tirada da plataforma da estação, mostrando sua placa, girador, trilhos e rede aérea da ferrovia.

A ferrovia foi construída para levar os acometidos pela tuberculose aos sanatórios na então vila de Campos do Jordão, encurtando e acelerando uma viagem anteriormente percorrida por sobre lombos de mulas, sendo projetada por Emílio Ribas e Victor Godinho.